# Manfred Loimeier
Manfred Loimeier (geboren 1960 in Passau) ist ein deutscher Journalist und Literaturwissenschaftler, der sich vor allem mit afrikanischen Literaturen befasst.    

## Leben
Manfred Loimeier besuchte das Gymnasium Leopoldinum in Passau und studierte von 1979 bis 1987 Germanistik, Kunstgeschichte und Philosophie in Tübingen, Wien, Basel und an der FU Berlin (Abschluss mit Magister Artium). Er arbeitet seit 1990 als Redakteur bei der Zeitung Mannheimer Morgen, wo er zunächst im Medienressort, später in den Themenbereichen Reise und Wissenschaft tätig war. Von 2015 bis 2019 war er Redaktionskoordinator und Blattmacher für Politik sowie „Welt und Wissen“, dann leitete er für ein Jahr den Newsroom. Seit 2021 ist er geschäftsführender Redakteur und Stellvertreter der Chefredaktion des Mannheimer Morgen.
Mit einer Arbeit zum journalistischen Interview als Rezeptionsform afrikanischer Literaturen in der frankophonen, anglophonen und deutschsprachigen Presse – am Beispiel von Ousmane Sembène (Senegal) und Wole Soyinka (Nigeria) wurde Loimeier 2005 an der Universität Bayreuth in Vergleichender Literaturwissenschaft promoviert. Er arbeitete seither zusätzlich als Lehrbeauftragter für afrikanische Literaturen an den Universitäten Mannheim (2006–09), Heidelberg (2008–10), Mainz (2009–10) und Saarbrücken (2011). Im Jahr 2010 habilitierte er sich in Heidelberg und erhielt die Venia legendi für Afrikanische Literaturen englischer Sprache. Am dortigen Anglistischen Seminar wurde er 2018 zum außerplanmäßigen Professor ernannt.

## Schriften (Auswahl)
- Passagen. Passau: Rothe, 1988
- Zum Beispiel Ken Saro-Wiwa. Göttingen: Lamuv, 1996, ISBN 3-88977-453-9
- (Hrsg.): Wortwechsel. Gespräche mit afrikanischen Autorinnen und Autoren. Bad Honnef: Horlemann, 2002, ISBN 978-3-895-02151-0
- Die Macht des Wortes. Bayreuth: Breitinger, 2006
- J. M. Coetzee. München: edition text + kritik, 2008
- Africando. Frankfurt am Main: Brandes & Apsel, 2010
- (Hrsg.): Elf. Fußballgeschichten aus Südafrika. Übersetzung aus dem Englischen Thomas Brückner. Wuppertal: Peter Hammer, 2010, ISBN 978-3-779-50283-8
- (Hrsg.): Südafrika fürs Handgepäck. Zürich: Unionsverlag, 2011 (2. Auflage, 2017, ISBN 978-3-293-20770-7)
- Szene Afrika. Essayband, Frankfurt am Main: Brandes & Apsel, 2012
- Die Kunst des Fliegens. München: edition text + kritik, 2013
- Ngũgĩ wa Thiong’o. München: edition text + kritik, 2018, ISBN 978-3-86916-742-8